# Bruce Low

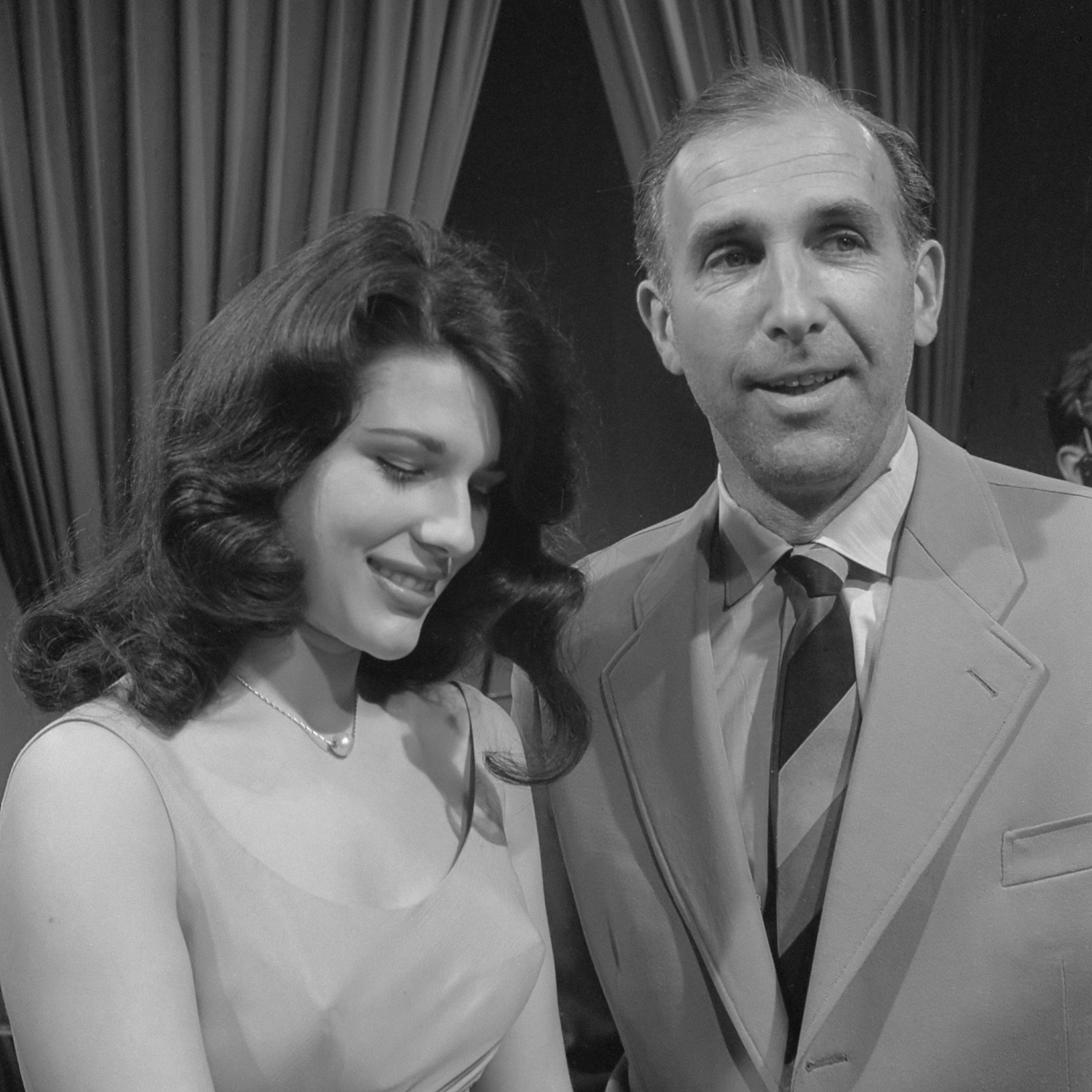
Bruce Low und Sylvia Sands (1961)

Bruce Low (* 26. März 1913 in Paramaribo, Suriname; † 3. März 1990 in München; eigentlich Ernst Gottfried Bielke) war ein niederländischer Schlager- und Gospelsänger sowie Schauspieler.

## Leben
Bruce Low verbrachte seine Kindheit zusammen mit drei Schwestern in Südamerika, da sein Vater Hermann Moritz Bielke (1881–1955) ab 1909 in Suriname als Missionar der Herrnhuter Brüdergemeine tätig war. Die Mutter Lydia geb. Reusch (1887–1956) wurde in Hongkong geboren, ihr Vater stammte aus Württemberg und war ebenfalls Missionar. Ab 1921 besuchte Ernst Gottfried Bielke die Schule in den Niederlanden und spielte in der Schul-Jazzband Tenorsaxophon. Außerdem war er Mitglied im örtlichen Kirchenchor. Nach dem Abitur 1932 in Zeist ging er zum Sportstudium an die Deutsche Hochschule für Leibesübungen in Berlin. Doch eine Verletzung (Bänderriss beim Trampolinturnen) ließ ihn vom Sportlehrerstudium Abstand nehmen und er begann stattdessen in Berlin eine Gesangsausbildung bei dem Gesangslehrer Jacques Stückgold.
Seine eigentliche Künstlerkarriere begann für Bruce Low allerdings erst nach dem Krieg. Für die Amerikaner in den Niederlanden organisierte er Shows, verpflichtete Kapellen, war Conférencier und gab selbst alte Spirituals zum Besten. Nebenbei tat er dies auch für den Rundfunk. Aufgrund dessen wurde er 1949 nach Wien für eine Show mit afrikanischen Volksliedern engagiert. Er blieb einen ganzen Monat in Wien, mit englischen Liedern für ein gerade ausreichendes Einkommen sorgend. Richtig ins Rollen kam seine Karriere, als er einem Bühnenarbeiter einige Lieder für ihn verständlich, also auf Deutsch, vorsingen sollte und dabei von maßgeblichen Leuten aus der Schallplattenindustrie gehört wurde, die ihn prompt unter Vertrag nahmen. Fortan wurde seine sonore Bassstimme für westernartige Cowboylieder eingesetzt. Es hängt ein Pferdehalfter an der Wand, eine Coverversion von Carson Robisons Song There’s a Bridle Hangin’ on the Wall, war der Titel seines Durchbruchs und seines größten Erfolgs. In mehreren Filmen sang er Titel wie Tabak und Rum und Das alte Haus von Rocky Docky. Letzterer, im Original This Ole House von Stuart Hamblen 1954, wurde 1982 von Peter Kraus gecovert. Nachdem in der Wiener Volksoper Kiss Me, Kate in der deutschen Übersetzung von Marcel Prawy einen überragenden Erfolg hatte, nahm sich Prawy das Bernstein-Musical Wonderful Town vor, das ebenfalls in der Wiener Volksoper uraufgeführt wurde. Hierfür wurde Bruce Low als Bob Baker in einer Hauptrolle als Partner von Olive Moorefield eingesetzt.
Die aufkommende Rock-’n’-Roll-Welle schien das Ende seiner Karriere einzuläuten. Bruce Low sah sich anderswo um und schrieb unter dem Pseudonym Thomas Gallauner Artikel bei der Zeitschrift Jasmin. Zu Beginn der 1970er Jahre war plötzlich auch seine Stimme wieder gefragt, diesmal allerdings interpretierte er vorwiegend teils neu geschaffene, teils traditionelle Gospels. Mit Songs wie Noah, Das Kartenspiel (Coverversion des englischsprachigen Countrysongs The Deck of Cards von T. Texas Tyler) und Die Legende von Babylon (Coverversion von Rivers of Babylon) gelangte er noch einmal in die Hitparaden, wurde zu zahlreichen Fernsehauftritten eingeladen und als Moderator für Zirkussendungen engagiert. In der ZDF-Quizshow Der große Preis trat er einige Male auf, um den Kandidaten mit einem eigens dafür verfassten Lied eine Rätselfrage zu stellen.
Im Jahr 1976 nahm Bruce Low am deutschen Vorentscheid zum Grand Prix Eurovision de la Chanson teil. Mit dem Titel Der Jahrmarkt unserer Eitelkeit erreichte er den neunten Platz unter zwölf Teilnehmern. Zwei Jahre vor seinem Tod veröffentlichte der großgewachsene, schlanke und stets braungebrannte Mann mit den weißen Haaren noch seine Memoiren unter dem Titel: Es hängt ein Pferdehalfter an der Wand. Das Lied meines Lebens.
Bruce Low starb nach längerem Leiden mit 76 Jahren in einem Münchener Krankenhaus.

## Werke

### Diskografie
Auswahl der Lieder, die Bruce Low sang:
Schlager
- Polly-Wolly-Doodle (traditionelles US-amerikanisches Kinderlied)
- C’est si bon
- Hörst du sein heimliches Rufen
- Irgendwo auf fremden Straßen
- Ich weiss
- Heimat, deine Sterne (Titellied des deutschen Kinospielfilms Heimat, Deine Sterne)
- Das Kartenspiel (deutsche Fassung von "The Deck of Cards" by T. Texas Tyler)
- Die Legende von Babylon (deutsche Fassung von Rivers of Babylon)
- Die alte Weide
- A Dog and a Cat das heißt: Ein Hund und eine Katze (Schülerlied)
- Fernandos Cabaret
- Der Feigling des Jahrhunderts (deutsche Fassung von Coward of the County)

Seemannslieder
- Soviel Wind und kein Segel
- Hafenlicht (Harbour Lights)
- Abschied von Kingstontown
- Um die Ecke pfeift der Wind (Polydor 49428B; nach 5.1954)
- Pechschwarze Augen (Polydor 49244A; 13. Mai 1954)
- Die verlorenen Inseln
- Ganz dahinten, wo der Leuchtturm steht

Western-Schlager
- Sag' warum willst du von mir gehen (1952)
- Es hängt ein Pferdehalfter an der Wand
- Red River Song
- Oh, my Darling, Clementine
- Don’t Cry Susan
- Tabak und Rum
- Reiterballade (Horse Riders Song) (Polydor 49244B; 13. Mai 1954)
- Leise rauscht es am Missouri
- Das alte Haus von Rocky Docky (This Ole House) (Polydor 49428A; nach 5.1954)
- Weit, weit in der Sierra

Gospel, die Bruce Low überwiegend auf Deutsch sang
- Gestern wollt ich beten gehen (Der Teufel) (Heaven and Hell)
- Jericho
- Schon hör ich die Engelchöre (Swing Low, Sweet Chariot)
- Gabriel (Michael Row The Boat Michael)
- Die Himmelsbahn (The Gospel Train)
- Ich weiß ein Kind (Motherless Child Blues)
- Noah
- Sodom and Gomorra (Lot, Lot)
- Amen
- Niemand vermag unsere Not zu verstehen (Nobody Knows the Trouble I’ve Seen)
- Ich sing ein Lied (I got a Robe)
- John Brown ist tot (Glory Halleluja) (John Brown’s Body)
- Wenn die Seligen auferstehen (When the Saints Go Marching In)
- Bess're Welt (Promised Land)

### Filmografie
- 1950: Die Dritte von rechts
- 1952: Königin der Arena
- 1953: Hollandmädel
- 1953: O Cangaceiro
- 1953: Träume auf Raten
- 1953: Wenn am Sonntagabend die Dorfmusik spielt
- 1953: Blume von Hawaii
- 1954: Geld aus der Luft
- 1957: Tante Wanda aus Uganda
- 1958: Ein Amerikaner in Salzburg
- 1961: Schlagerrevue 1962
- 1963: Die endlose Nacht
- 1966: Sperrbezirk
- 1970: Mir hat es immer Spaß gemacht
- 1970/1971: Die Journalistin (Fernsehserie[5])
- 1973: Welt am Draht (Teil 1)
- 1975: Faustrecht der Freiheit
- 1979: Die Ehe der Maria Braun
- 1980: Die Jahre vergehen
- 1982: Victoria und ihr Husar